# Saint-Georges-sur-Allier

Saint-Georges-sur-Allier este o comună în departamentul Puy-de-Dôme, Franța. În 1 ianuarie 2022 avea o populație de 1.352 de locuitori.